# José Arribas
José Arribas (Bilbao, Spanyolország, 1921. január 16. – 1989. szeptember 28.) francia labdarúgó-középpályás, edző.